# Телевизија Рудо
Телевизија Рудо је локални јавни телевизијски канал са сједиштем у општини Рудо, Босна и Херцеговина. Основана је 28. јуна 1993. године као дио општинских јавних услуга, с циљем информисања становништва током ратних дешавања у земљи.

## Историјат
Телевизија Рудо је основана током рата у Босни и Херцеговини, у периоду када су технички и кадровски ресурси били изузетно ограничени. Иницијатор и први главни и одговорни уредник био је Ратомир Миловић, бивши новинар Радио Горашжда. Уз подршку предсједника општине Војислава Топаловића и техничку помоћ колега из РТВ Ужице, телевизија је почела са радом у просторијама Основне школе "Гојко Топаловић".
Први програм емитован је 28. јуна 1993. године, а садржај је укључивао вијести са ратишта, приче о локалним догађајима и свакодневном животу грађана. Програм је емитован свакодневно од 17 часова, што је постало централни догађај дана за многе становнике Рудог. 

## Власништво и организација
Телевизија Рудо дјелује као дио Јавног предузећа "Информативни центар Рудо", које је у власништву Скупштине општине Рудо. Сједиште предузећа налази се у улици Крагујевачка 16, Рудо. Предузеће има мали број запослених, укључујући новинаре, техничко особље и администрацију.

## Програм и садржај
Програм Телевизије Рудо фокусиран је на локалне вијести, културу, спорт, економију и свакодневни живот заједнице. Емисије су на српском језику и емитоване су у формату 16:9 HDTV 1080i. Телевизија се труди да покрије теме од значаја за локално становништво, укључујући приче о обичним људима, привредним дешавањима, култури, спорту, забави и политици.

## Доступност и дистрибуција
Телевизија Рудо је доступна путем земаљског дигиталног сигнала (DVB-T2) на подручју општине Рудо. Од новембра 2024. године, програм је доступан и на Мтел кабловској платформи на броју 96 (или 75, у зависности од пакета), а планирано је проширење на друге телевизијске платформе и дигиталне канале.